# Miki Sugawaraová
Miki Sugawaraová (japonsky 菅原 美希) je bývalá japonská fotbalistka.

## Reprezentační kariéra
Za japonskou reprezentaci v roce 1998 odehrála 7 reprezentačních utkání.

## Statistiky
| Japonsko | Japonsko | Japonsko |
| Roky     | Záp.     | Góly     |
| -------- | -------- | -------- |
| 1998     | 7        | 2        |
| Celkem   | 7        | 2        |